# Старлаб (обсерватория)
Обсерватория «Старлаб» — частная любительская астрономическая обсерватория на территории Карачаево-Черкесии, Россия, работавшая в 2000—2001 годах. Учредителями являлись Антон Липский и Тимур Крячко. Расположена была на территории бывшей станции «Космотен» (ныне филиал «Станция оптических наблюдений „Архыз“») принадлежащей НПК «Системы прецизионного приборостроения», прилегающей к территории САО РАН, в 1,5 км западнее БТА. В данный момент в павильоне, где ранее располагался основной инструмент обсерватории стоит камера «ФАВОР» (широкопольная камера WFOC). Основным инструментом обсерватории был 250-мм менисковый Кассегрен. В 2006 году на базе Северо-Кавказской Астрономической Станции КГУ Т.Крячко продолжил аналогичную работу в виде обсерватории «Астротел».

## Инструменты обсерватории
- Фотографическая камера системы Максутова-Кассегрена (менисковый Кассегрен, D = 250 мм, А = 1/4.7) и монтировка — всё производства Анатолия Санковича[1]
- ПЗС-камера «MEADE Pictor 216»

## Направления исследований
- Астрометрические наблюдения астероидов и комет
- Астрофотография

## Основные достижения
- В ноябре-декабре 2000 года получено около 175 позиционных измерений малых планет, которые были опубликованы в Центре малых планет

## Интересные факты
- Первая любительская астрономическая обсерватория на территории бывшего СССР, получившая код Центра малых планет.